# Наомі (Пенсільванія)
Наомі (англ. Naomi) — переписна місцевість (CDP) в США, в окрузі Файєтт штату Пенсільванія. Населення — 53 особи (2020).

## Географія
Наомі розташоване за координатами 40°6′40″ пн. ш. 79°50′50″ зх. д. / 40.11111° пн. ш. 79.84722° зх. д. (40.111195, -79.847187).  За даними Бюро перепису населення США в 2010 році переписна місцевість мала площу 0,75 км², з яких 0,57 км² — суходіл та 0,17 км² — водойми.

## Демографія
Згідно з переписом 2010 року, у переписній місцевості мешкало 69 осіб у 31 домогосподарстві у складі 21 родини. Густота населення становила 92 особи/км².  Було 33 помешкання (44/км²).
Расовий склад населення:
| - 92,8 % — білих - 7,2 % — вихідців з тихоокеанських островів |

До двох чи більше рас належало 0,0 %. Частка іспаномовних становила 0,0 % від усіх жителів.
За віковим діапазоном населення розподілялося таким чином: 23,2 % — особи молодші 18 років, 50,7 % — особи у віці 18—64 років, 26,1 % — особи у віці 65 років та старші. Медіана віку мешканця становила 40,5 року. На 100 осіб жіночої статі у переписній місцевості припадало 97,1 чоловіків;  на 100 жінок у віці від 18 років та старших — 76,7 чоловіків також старших 18 років.
Цивільне працевлаштоване населення становило 10 осіб. Основні галузі зайнятості: роздрібна торгівля — 100,0 %.